# Panajotis Lambrias
Panajotis Lambrias, gr. Παναγιώτης Λαμπρίας (ur. 1 września 1926 w Atenach, zm. 3 marca 2001 tamże) – grecki polityk i dziennikarz, rzecznik prasowy rządu, poseł do Parlamentu Europejskiego II, III i IV kadencji.

## Życiorys
Ukończył w 1950 prawo na Uniwersytecie Narodowym im. Kapodistriasa w Atenach. Zawodowo zajął się jednak dziennikarstwem. Pracował w różnych czasopismach, w 1960 został redaktorem naczelnym „Ikones”, a w 1961 dziennika „Mesimwrini”, który zamknięto na początku rządów junty czarnych pułkowników. W 1968, po opublikowaniu artykułu na temat homoseksualizmu w antycznej Grecji i w reżimach militarnych, został oskarżony o „obrazę moralności antycznych przodków”. Przed wszczęciem procesu drogą morską wyemigrował do Włoch. Pracował m.in. dla BBC, zajmował się także tłumaczeniami i działalnością redaktorską, został wydawcą opozycyjnego magazynu „Greek Report”.
Powrócił do kraju po upadku dyktatury. Został jednym z najbliższych współpracowników Konstandinosa Karamanlisa. Do 1977 zasiadał w jego gabinetach, pełniąc funkcję zastępcy ministra stanu i rzecznika prasowego rządu. Od 1974 do 1977 był także posłem do Parlamentu Hellenów I kadencji z ramienia Nowej Demokracji. Później ponownie zajął się dziennikarstwem w ramach reaktywowanego „Mesimwrini”.
Od 1984 do 1999 przez trzy kadencje sprawował mandat eurodeputowanego, należąc do frakcji chadeckiej.